# Наприкінці листопада (повість)
«Наприкінці листопада» (швед. Sent i november) – це дев'ята й остання книга фінської письменниці Туве Янссон із циклу про Мумі-тролів, яка вперше була опублікована її рідною шведською мовою в 1970 році та англійською мовою в 1971 році.     

## Історія створення та особливості твору

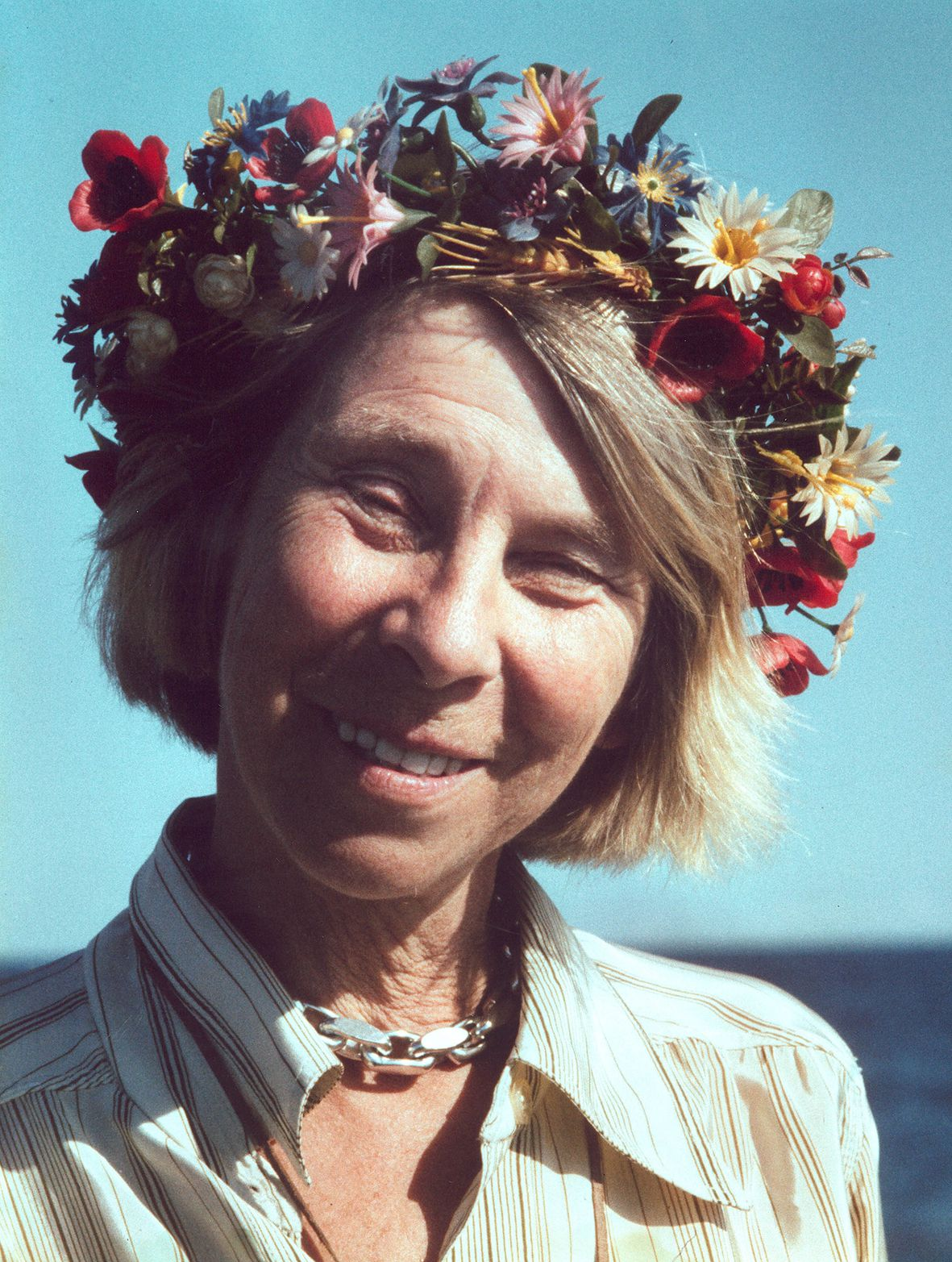
Туве Янссон. У вінку

Попередня книжка – "Мумі-тато і море". Це єдина частина серії, де фактично відсутня сама родина Мумі-тролів. Натомість авторка зосереджується на наборі інших персонажів (Нюхмумрик, Чепуруля, Гемуль, Мюмля, Дядько-Панько, мудрик Лавка), які приїжджають жити в Мумі-будинок перед настанням зими, поки господарів немає, і на різних взаємодіях, які ці герої мають одне з одним. 
Українською мовою твір переклала Наталія Іваничук. Повість присвячена братові письменниці – Лассе. Як і «Мумі-тато і море», твір має похмуріший тон, ніж попередні книжки серії, і є припущення, що це пов'язано зі смертю матері Янссон (Сіґне (Сігне) Гаммарстен-Янссон) протягом року, коли твір було написано. Через це його називають «підручником про те, як звільнитися, бути зрілим сиротою, існувати духовно самотньо», а одним із головних героїв є сирота, який шукає матір. Після цієї роботи Янссон пізніше заявила, що вона не змогла повернутися назад і знову знайти ту щасливу Мумі-долину, тому вирішила припинити писати книжки про Мумі-тролів. Оскільки в книзі мало пригод чи незвичайних подій, є єдність часу, місця та дії, то її можливо розглядати і як повість, і як своєрідну п'єсу з великими за обсягом "ремарками".
Персонажами твору є Нюхмумрик, Чепуруля, Гемуль, Мюмля, Дядько-Панько, мудрик Лавка. Натомість родина Мумі-тролів не бере безпосередньої участи в подіях, оскільки перебуває на віддаленому острові. Усі події відбуваються в самому будинку Мумі-тролів (вітальня, кухня тощо), а також у невеликому просторі за його межами (струмок, ґанок, сарай). Лише в одному з останніх епізодів повісті персонажний простір розширюється, коли Нюхмумрик і Гемуль "виходять на човні в море". Серед особливих рис художнього тексту є значна кількість діалогів, полілогів; окрім цього, Туве Янссон активно застосовує інтроспекцію, ретроспекцію, звертає увагу на роздуми та внутрішні переживання персонажів. 
У творі простежуємо ознаки символізму: мудрик Лавка дивиться на магічну кулю Мумі-тата, щоб зрозуміти, коли повернеться родина Мумі-тролів; порожній будинок символізує смерть, прибирання в помешканні – духовне очищення, спільне свято – примирення персонажів. Образ осені втілює дорослий (зрілий) погляд на життя і початок старіння, а лист Мумі-мами до Нюхмумрика насправді є остаточним прощанням Мумі-родини з друзями. Цілком імовірно, що під "дитячим", на перший погляд, твором ховається алегоричне зображення життя людей, які пережили втрату рідних або близьких. 

## Персонажі
| Персонажі     | Стисла характеристика |
| ------------- | --- |
| Чепуруля      | Охайна й самостійна жінка, яка живе самотньо, любить, щоб навколо було бездоганно чисто й гарно. Утім, як інші персонажі, потребує спілкування. З іншого боку, любить командувати іншими, є хорошою керівницею та організаторкою. Уміє гарно готувати: у цьому ( і не тільки в цьому) намагається бути схожою на Мумі-маму.                                                                     |
| Мумля         | Старша сестра Маленької Мю (Крихітки Мю), яка вирізняється розважливістю і спокійним характером. Спокійно ставиться до емоційних вибриків інших персонажів, але сумує за маленькою сестрою. |
| Гемуль        | Персонаж, що любить порядок і колекціонування, уважає, що має право повчати інших, через це спочатку конфліктує із Чепурулею за місце лідера. Він хороший майстер, але не завжди може "порозумітися" з власними пристрастями й прагненнями. Наприклад, тривалий час живе з ілюзією, що може підкорити морську стихію, але наприкінці твору розуміє, що море – не для нього.                     |
| Мудрик Лавка  | Маленький сирота, що потребує любови матері. Ідеалом для себе вважає Мумі-маму, тому й вирушає в долину, щоб побачити її. Він самотній і не дуже сміливий, тому часто потрапляє під вплив сильніших персонажів. Інколи мудрику важко впоратися з власними емоціями. Обожнює читання і фантазування. Можливо, є alter ego самої Туве Янссон, яка також утратила маму й відчувала себе самотньою. |
| Дядько-Панько | Дуже старий чоловік, який забув навіть власне ім'я, але мріє знову побачити Мумі-долину, у якій колись побував. Любить риболовлю, трохи впертий і забудькуватий. Негативно ставиться до тих, хто порушує його особистий простір, але й сам часто спричиняє незручності для інших персонажів. |
| Нюхмумрик     | Найкращий друг Мумі-троля, який щозими йде на південь і повертається навесні. Носить старий зелений одяг і капелюх з широкими полями, який він мав від народження. Живе в наметі, курить люльку і грає на губній гармоніці. |

## Сюжет

### Експозиція і зав'язка
Дія відбувається в останні тижні осені, різні персонажі починають відчувати зміни в собі та вирішують подорожувати до Мумі-долини, де вони можуть відвідати Мумі-тролів. Першим серед них є мудрик Лавка, маленький сирота, який живе сам у причаленому човні під брезентом і якому часто сняться Мумі-тролі, незважаючи на те, що він ніколи їх не бачив:
"Мудрик Лавка (у своїй уяві) ніколи не заходив до будинку, а чекав надворі, чекав, доки Мумі-мама вийде на ґанок. На жаль, він завжди засинав на цьому. Лише одного разу йому вдалося мигцем побачити в отворі дверей привітне Мамине обличчя, – Мумі-мама була кругленькою, мов пампушка, такою і має бути справжня мама".

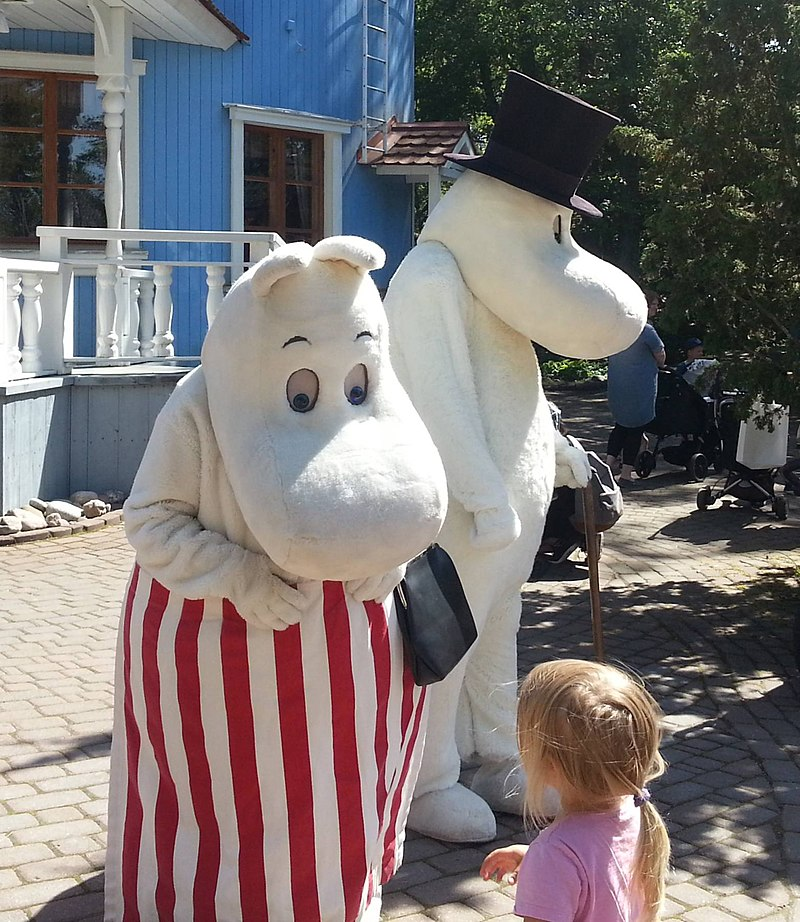
Мумі-мама як літературний образ і персонаж

По-друге, це Чепуруля, жінка, яка зазвичай одержима тим, щоб усе було охайним, але яка "прозріла" після загрозливої ситуації і вирішила побачити Мумі-тролів, щоб не було часу на страшні думки. Чепуруля, роздратована тим, що її завжди охайного помешкання ніхто не може оцінити (бо гості більше не заглядають), також вирішує назавжди забути про прибирання, уважаючи його марною справою. 
"Нарешті Чепуруля збагнула, що їй слід зробити. Вона поїде в гості. Їй захотілося спілкування. Закортіло побути в приємному балакучому товаристві, щоб усі навколо сновигали туди й сюди, заповнюючи собою увесь день і не залишаючи місця для чорних думок".
Гемуль також починає сумніватися у своєму способі життя, розуміючи, що його життя колекціонера та упорядника речей просто не потрібне.  
"Раптом Гемулеві спало на думку, що він тільки те й робить, що переставляє речі з місця на місце або повчає інших, як це робити". "То було неймовірно давно, однак одну річ Гемуль запам'ятав дуже виразно: кімнату для гостей на південному боці будинку, в якій так любо було прокидатися вранці".  

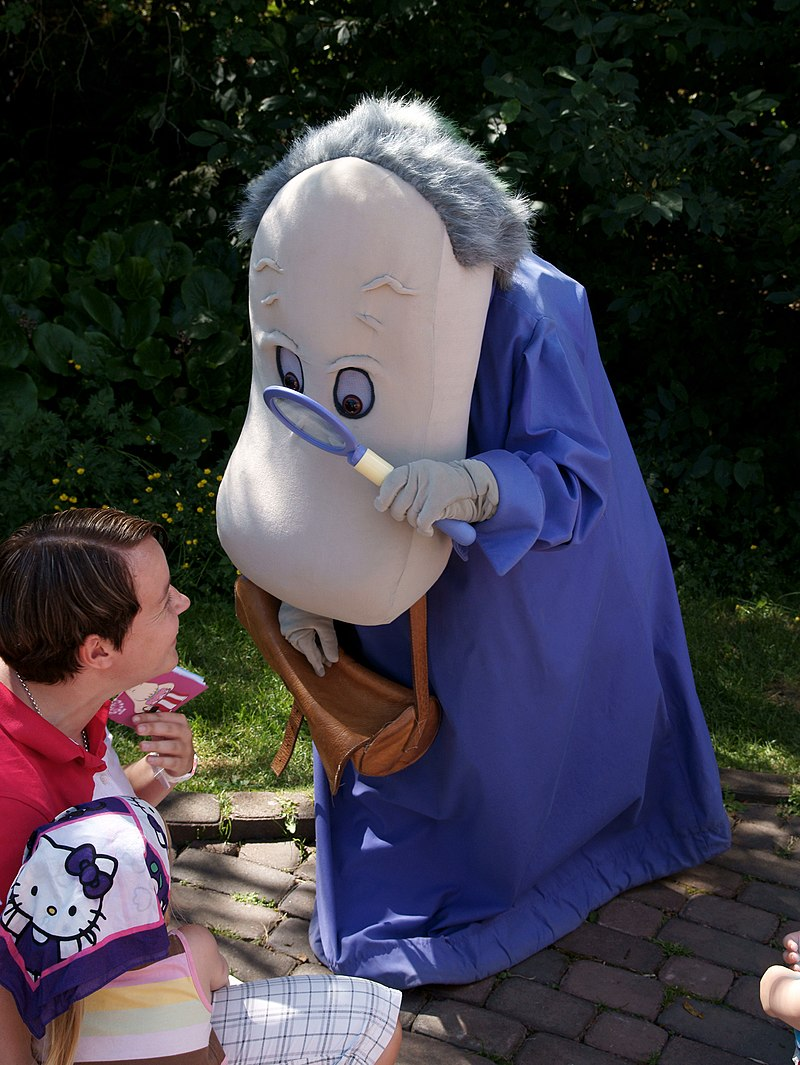
Актор у костюмі Гемуля

Дідусь, який не може згадати свого імені, але називає себе Дядьком-Паньком, вирішує піти в «Щасливу долину», яку він пам'ятає з далекого дитинства. 
"І аж на світанку він нарешті зрозумів, що хоче податися в долину, де він колись, дуже давно, побував. Цілком можливо, що йому доводилося тільки чути або ж читати про ту долину, але це не мало жодного значення [...]. У тій долині він міг забавлятися й співати всю ніч і останнім іти спати на світанні".
Поряд із цими персонажами Мюмля також вирішує відвідати Мумі-тролів, щоб побачити свою сестру Маленьку Мю, яку Мумі-тролі прийняли до своєї сім'ї. 

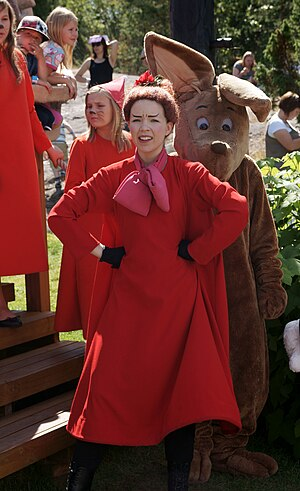
Маленька Мю, персонаж

"Мюмлі закортіло відвідати свою молодшу сестричку, Маленьку Мю, яку вже давно взяла до себе родина Мумі-тролів. Мюмля уявляла собі, що Мю анітрохи не змінилася, зосталася такою ж діловитою злючкою, як раніше, а за постіль їй так само править кошичок із шитвом".
Нюхмумрик шукає Мумі-долину, розуміючи, що вона є місцем, де він може отримати натхнення для написання пісні.
"Одного дня рано на світанку Нюхмумрик прокинувся у своєму наметі в Долині Мумі-тролів і відчув, що у повітрі запахло осінню. Зміна пір року відбувається зненацька. Нараз усе стає інакшим. Той, кого чекає далека дорога, дорожить кожною хвилиною..."

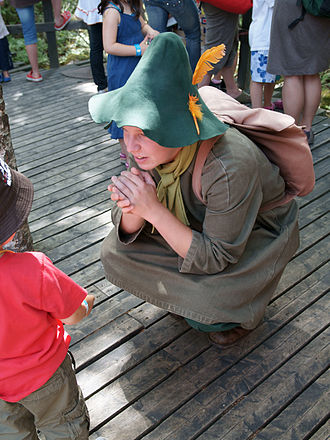
Актор у костюмі Нюхмумрика

Коли всі вони прибувають, то виявляють, що родина Мумі-тролів покинула власний дім, і тому залишаються там, щоб чекати повернення господарів. Настрій персонажів пригнічує відчуття, що Мумі-родина може вже не повернутися: "Лише зауваживши заслонені гардинами вікна й зачохлену тюлем люстру, Чепуруля зрозуміла, що нікого немає вдома. Ураз студений дух занедбаного будинку огорнув її з усіх боків, і вона відчула себе глибоко ошуканою. Відчинивши валізку, вона вийняла порцелянову вазу, подарунок Мамі Мумі-троля, й поставила її на стіл. Як німий докір… У домі панувала неймовірна тиша".
Незабаром суперечливі характери персонажів починають спричиняти конфлікти, і Чепуруля намагається сказати іншим, що вони мають робити: Раптом Чепуруля крикнула: "Не можна чіпати старе листя!" Гемуль продовжував згрібати. Він скривив своє вперте, невинне обличчя й голосно повторив: «Я роблю це місце гарним, для Мумі-тата». Отже, кожен персонаж намагається існувати незалежно від інших, але поступово стає зрозуміло, що потрібно вчитися жити як одна сім'я. 

### Розвиток дії
Попри складність стосунків, усі персонажі дотримуються певних правил проживання в хатині Мумі-тролів, оскільки поважають її колишніх господарів: наприклад, "само собою зрозуміло, що у кімнатах Мумі-мами та Мумі-тата ніхто з гостей не спав. Мамина спальня виходила вікном на схід, вона любила ранки, а Татова – на захід, бо вечірнє небо навіювало на нього солодку тугу за далекими мандрами".
Мудрик знаходить старий підручник мікробіології та неправильно сприймає його як історію чудовиська, яке, здається, постійно збільшується і стає все небезпечнішим. Тим часом Дядько-Панько стає одержимим як риболовлею в річечці, яка, як він наполягає, насправді є струмком, так і зустріччю з Предком, трьохсотлітнім Мумі-тролем, який, як йому каже Мюмля, зимує в печі. "Дядько-Панько промовчав. Він зважував, добре це чи зле, що є хтось на світі старіший за нього. Питання зачепило його за живе, тож Дядько-Панько вирішив розбудити пращура, щоб познайомитися з ним". Однак Дядько-Панько переплутав власне відображення у дзеркалі із духом Пращура, та своєї помилки так і не збагнув. 
Нюхмумрик намагається зрозуміти причину відсутности сім'ї Мумі-тролів, тому шукає листа-пояснення від Мумі-троля (раніше вони часто листувалися): "Нюхмумрик продовжив свої пошуки. Він шукав листа від Мумі-троля, прощального листа. Не міг його друг забути написати листа, бо Мумі-тролі ніколи не забувають попрощатися. Однак усі їхні спільні схованки були порожніми". 
"Мабуть, не так вже й важко розшукати втікачів – Мумі-тролів - і повернути їх додому. Усі острови нанесені на морську карту. Човника можна полатати, але навіщо? – міркував Нюхмумрик. – Хай собі ховаються… Може, їм також хочеться побути на самоті". В одному з черевиків Дядька-Панька Нухмумрик усе-таки знайшов зім'ятий клаптик білого паперу, який насправді був листом. Проте писав його не Мумі-троль, а Мумі-мама: "Ласкаво прошу не розпалювати вогню в кахельній печі, бо там мешкає пращур. Мумі-мама". Цей лист підсилює в Нюхмумрика відчуття втрати надії на зустріч із Мумі-тролем. 

Персонажі намагаються згадати, як вони колись проводили час разом із Мумі-родиною, однак їм це погано вдається:  
"– Готуючи їсти, Мама завжди насвистувала собі під ніс, – відповіла Мюмля. – Усе було трохи абияк… Не вмію пояснити, але якось інакше… Інколи вони брали із собою перекуску і кудись мандрували, іноді й зовсім не їли". "Оглядаючи кімнатку, Гемуль намагався пригадати собі Мумі-тата, згадати, що вони робили удвох, про що розмовляли, але не зміг".
Злякавшись того, що в домі є небезпечні комахи (яких їй малює уява), Чепуруля замикається на кухні та, намагаючись бути більше схожою на Мумі-маму і тому любити інших, готує для них їжу та намагається піклуватися про мудрика без матері, однак того залучає Гемуль, щоб побудувати будиночок на дереві для Мумі-тата. Дядьку-Панькові вдається спіймати рибу, тож Чепуруля готує для всіх пудинг, а також заявляє, що "кухня – це її територія". Окрім цього, Чепуруля починає більше уваги звертати на навколишній світ: зокрема, її надихає мелодія Нюхмумрика. "Нинішнього вечора Чепуруля затрималася, прислухаючись до пітьми. Нюхмумрик награвав у наметі якусь гарну незнайому мелодію. Чепуруля мала музикальний слух, хоча ніхто, навіть вона сама, про це не здогадувалася. Вона слухала, затамувавши подих і забувши про всі свої страхи. Її висока худа постать виразно виднілася на тлі освітленої кухні – легка здобич для усіляких нічних жахіть. Та нічого з нею не трапилося". 

### Кульмінація
У Дядька-Панька болить живіт, і він відмовляється приймати ліки, доки інші не влаштують йому та Предку вечірку. На вечірці кожен із персонажів виконує акт розваги: Гемуль декламує власний вірш про щастя, який він написав, Лавка читає уривок зі своєї книги, Мюмля танцює під музику Нюхмумрика, а Чепуруля готує валлійську закуску та показує лялькову виставу тіней про родину Мумі-тролів, яка повертається додому: 

"Човен поволі поплив далі просторами простирадла, немов морем. Ще жоден човен не плив морем так плавно й невимушено, а в ньому сиділа вся родина Мумі-тролів: Мумі-троль і його Мама зі своєю неодмінною торбинкою, опертою до поруччя палуби, і Мумі-тато в капелюсі, він стернував, сидячи на кормі. Родина пливла додому. Мудрик Лавка дивився лише на Маму. Він мав достатньо часу, щоб роздивитися кожну деталь, чорні тіні враз заяскріли барвами, силуети немов зарухалися, а музика Нюхмумрика звучала так ненав'язливо, що про неї згадали щойно тоді, як гармоніка змовкла. Родина повернулася додому.
"– То була справжня вистава тіней, – тихенько мовив сам до себе Дядько-панько. Я бачив чимало таких вистав і всі чудово пам'ятаю, але ця – найліпша".
У такий спосіб ці суперечливі персонажі нарешті знаходять порозуміння. Однак Предок не з'являється, оскільки Дядько-Панько переплутав своє власне відображення в дзеркалі нагорі з Предком, за якого він змушує всіх виголосити тост. 

Чепуруля відкриває в собі музичний талант, і музика рятує її від вигаданих страхів, допомагає заспокоїтися та знову знайти власне місце в житті: 
"Чепуруля сиділа за кухонним столом, граючи на губній гармоніці, хоч і невпевнено, зате натхненно. Звуки складалися в мелодію, мелодії творили музику. 

### Розв'язка
Наступний ранку після вечірки Чепуруля знову стає собою і організовує масштабне прибирання будинку, інші персонажі їй допомагають: 
"Минуло п'ять хвилин після пробудження Чепурулі, і, хоч надворі було ще темно, одне за одним повідчинялися вікна, на кожному підвіконні громадилися матраци, покривала і ковдри, а по всьому будинку гуляв розкішний протяг, збиваючи тугими клубками пилюку. Чепуруля взялася до прибирання. В усіх каструлях, які знайшлися у будинку, грілася на плиті вода; щітки, ганчірки та миски покидали насиджені місця у шафах та коморах, а поруччя ґанку прикрасила купа килимків".
Колективне прибирання помешкання може символізувати духовне очищення персонажів та їхнє звільнення від ілюзій, страхів, депресії тощо. 
Незабаром починає падати сніг, і Чепуруля вирішує піти, нарешті налагодивши добрі стосунки з Гемулем. Інші персонажі також знаходять остаточне порозуміння: "– Час, проведений разом, усім нам пішов на користь, – сказав Гемуль". 

Тим часом Дядько-Панько робить висновок, що зима старить людей, і тому вирішує, як і Пращур, впасти в сплячку в шафі для одягу. Будиночок на дереві, який будував Гемуль, руйнується, і замість цього Нюхмумрик бере Гемуля на човен, хоча Гемуль розуміє, що морська стихія – це не для нього, і після подорожі йде додому.
"То ось що відчуваєш, пливучи під вітрилом, – думав Гемуль. – Увесь світ крутиться в очах, а ти зависаєш на самому краю безодні. Тобі холодно, ти соромишся власного страху і каєшся, що погодився на цю авантюру, але вже надто пізно.
Виявивши останніх п'ять тактів, які були йому були потрібні для написання пісні, і зрозумівши, що вони красивіші та навіть простіші, ніж він коли-небудь сподівався, Нюхмумрик пакує свій намет і залишає долину. Мудрик Лавка, який залишився сам чекати повернення Мумі-тролів, нарешті усвідомлює, що уявлення про сім'ю, створене в його фантазії, є надто досконалим, щоб бути реальним, і визнає, що навіть Мумі-мама, яка, як він сподівався, буде його матір'ю, має власні проблеми та часи гніву, як і всі інші. Отже, мудрик звільняється від ілюзій і нарешті готовий усвідомити та зустріти складність реального життя. Побачивши, що «човен [на якому повертаються Мумі-тролі] був ще дуже далеко», Лавка спускається до пристані, щоб почекати їх. Проте самої зустрічі у творі так і не відбувається: велика історія про Мумі-троля і його друзів наблизилася до свого завершення. 
"Мудрик Лавка раптом заспокоївся й уважно роззирався навкруги. Бідолашний мудрик із неймовірним полегшенням відчув, як усі його розбухлі, суєтні думки зникли з голови. Вигадана розповідь про Долину та щасливу родину зблідла і кудись віддалилася. Віддалився, став невиразним і образ Мумі-мами. Мудрик уже не міг собі уявити, якою вона була на вигляд". "І раптом мудрик помітив світло штормового ліхтаря, що його повісив на верхівку щогли Мумі-тато. Він палахкотів рівним теплим пломенем. Вітрильник був ще дуже-дуже далеко. Мудрик не мусив квапитися, він мав достатньо часу, щоб перейтися лісом, а далі берегом і дістатися пристані саме тоді, щоб встигнути підхопити кинутий йому швартовий".

## Макрообраз осені

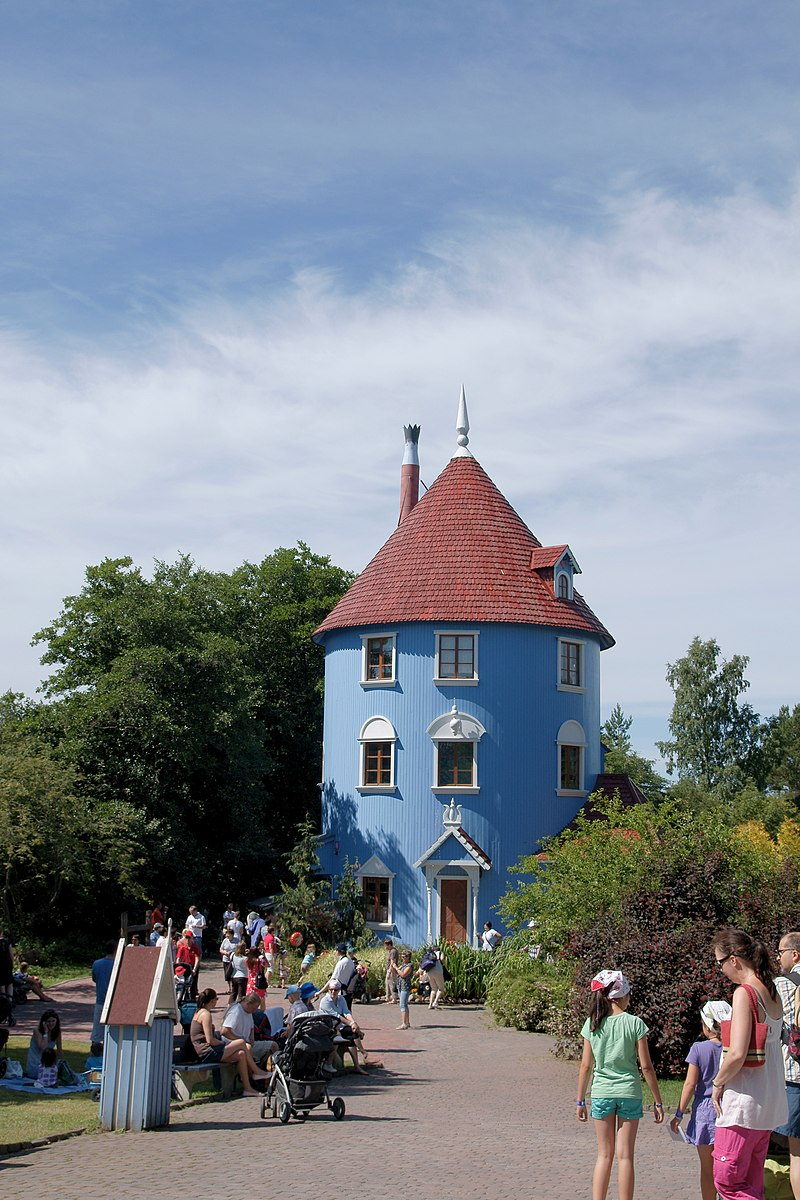
Мумі-будинок у Мумі-світі (Фінляндія)

Пори року завжди є макрообразами в літературній творчості Янссон. Оскільки часом дії у творі є листопад (пізня осінь), то це може символізувати мудрість, старіння, а також передчуття смерті. Наприклад, у повісті є кілька натяків на те, що Мумі-тролі так і не повернуться додому, а залишаться на острові, не доступному для інших персонажів. Згадки тимчасових мешканців Мумі-долини про давнє спільне життя з Мумі-тролями мають риси утопії: персонажі "розмито" пам'ятають часи, коли було гарно, тепло й затишно; проте передчувають, що ці часи вже не повернуться, тому покидають Мумі-долину (за винятком Дядька-Панька, який вирішує перезимувати в шафі для одягу; та мудрика, що прагне побачити повернення Мумі-тролів).  
Осінь стає для персонажів епохою заглиблення у свій внутрішній світ, шансом краще зрозуміти себе, усвідомити різницю між реальністю та ілюзіями. Дивлячись на порожній будинок і пожовкле листя, герої відчувають холод і смуток. Цікавою особливістю останнього твору про Мумі-тролів є відмова від магічного сприйняття світу, характерного для перших книжок серії. Усі страхи чи бажання персонажів, пов'язані з вірою в дива та таємниці (наприклад, фантазія мудрика про чудовисько, у яку він сам щиро повірив, чи намагання Дядька-Панька зустрітися з духом Пращура, який насправді є лише відображенням у дзеркалі) зрештою виявляються помилковими. Отже, пізня осінь стає для героїв періодом, коли кожен для себе визначається, як жити далі, і звільняється від ілюзій.  
А також назавжди прощається зі щасливим минулим (молодістю), яке символізує Мумі-родина.  

## Відгуки
The Times Literary Supplement  описав книгу як «можливо, найрозумнішу з книг про Мумі-тролів», тоді як Філіп Ардаг, який писав для The Guardian у 2003 році, так само похвалив її, описавши твір як меланхолійний. Інша рецензентка, віддана прихильниця серіалу про Мумі-тролів Leona Wisoker, описала твір як «приголомшливе поєднання гострої психологічної проникливості та фірмового гумору Янссон», через що вона "хотіла, щоб Янссон написав більше в серіалі; але все добре мусить колись закінчитися". Сценарист і дитячий письменник Френк Коттрелл Бойс – ще один відомий шанувальник Туве Янссон – описує роман як наймудрішу та найзворушливішу книгу про жалобу, яку він коли-небудь читав.

## Інші твори Туве Янссон

### Мумі-серія
- «Мумі і велика повінь» (1938–1945) (переклад українською Наталі Іваничук)
- «Комета прилітає» (1946) (укр. пер. Наталі Іваничук)
- «Капелюх Чарівника» (1949) (укр. пер. Наталі Іваничук)
- «Мемуари Тата Мумі-троля» (1950) (укр. пер. Наталі Іваничук)
- «А що буде потім?», книжка з малюнками для малюків (1952)
- «Небезпечне літо» (1954) (укр. пер. Наталі Іваничук)
- «Зима-чарівниця» (1957) (укр. пер. Наталі Іваничук)
- «Хто розважить малятко?», книжка з малюнками для малюків (1960)
- «Невидиме дитятко» (1962), збірка казкових новел (укр. пер. Наталі Іваничук)
- «Тато і море» (1965) (укр. пер. Наталі Іваничук)
- «Наприкінці листопада» (1970) (укр. пер. Наталі Іваничук)
- «Жахлива подорож», книжка з малюнками для малюків (1977)
- «Шахрай в будинку Мумі-тролів», книжка з малюнками для малюків (1980)

### Твори для дорослих
- «Дочка скульптора» (1968), автобіографічна повість
- «Літня книга» (1968), твори для дорослих
- «Місто сонця» (1974), роман
- «Чесний обман», «Кам'янисте поле», «Слухачка», збірки оповідань (1971)
- «Іграшковий дім» (1978), збірник оповідань
- «Камінне поле» (1984), повість.